# ليزا رانزلير
ليزا رانزلير (بالإنجليزية: Lisa Rinzler)‏  (و. 1955  م) هي مونتيرة، ومصورة سينمائية، ومصورة أمريكية، ولدت في نيوجيرسي.

## التعليم
تعلمت في جامعة نيويورك
.

## جوائز
حصلت على جوائز منها:

Primetime Emmy Award for Outstanding Cinematography for a Nonfiction Program ‏، عن عمل: The Blues (film series) ‏ (2004)

## وصلات خارجية
- ليزا رانزلير على موقع IMDb (الإنجليزية)
- ليزا رانزلير على موقع قاعدة بيانات الأفلام العربية
- ليزا رانزلير على موقع ألو سيني (الفرنسية)
- ليزا رانزلير على موقع أول موفي (الإنجليزية)
- ليزا رانزلير على موقع قاعدة بيانات الأفلام السويدية (السويدية)
- ليزا رانزلير على موقع قاعدة بيانات الفيلم (الإنجليزية)
- ليزا رانزلير على موقع كينوبويسك (الروسية)